# مسماك مصغري

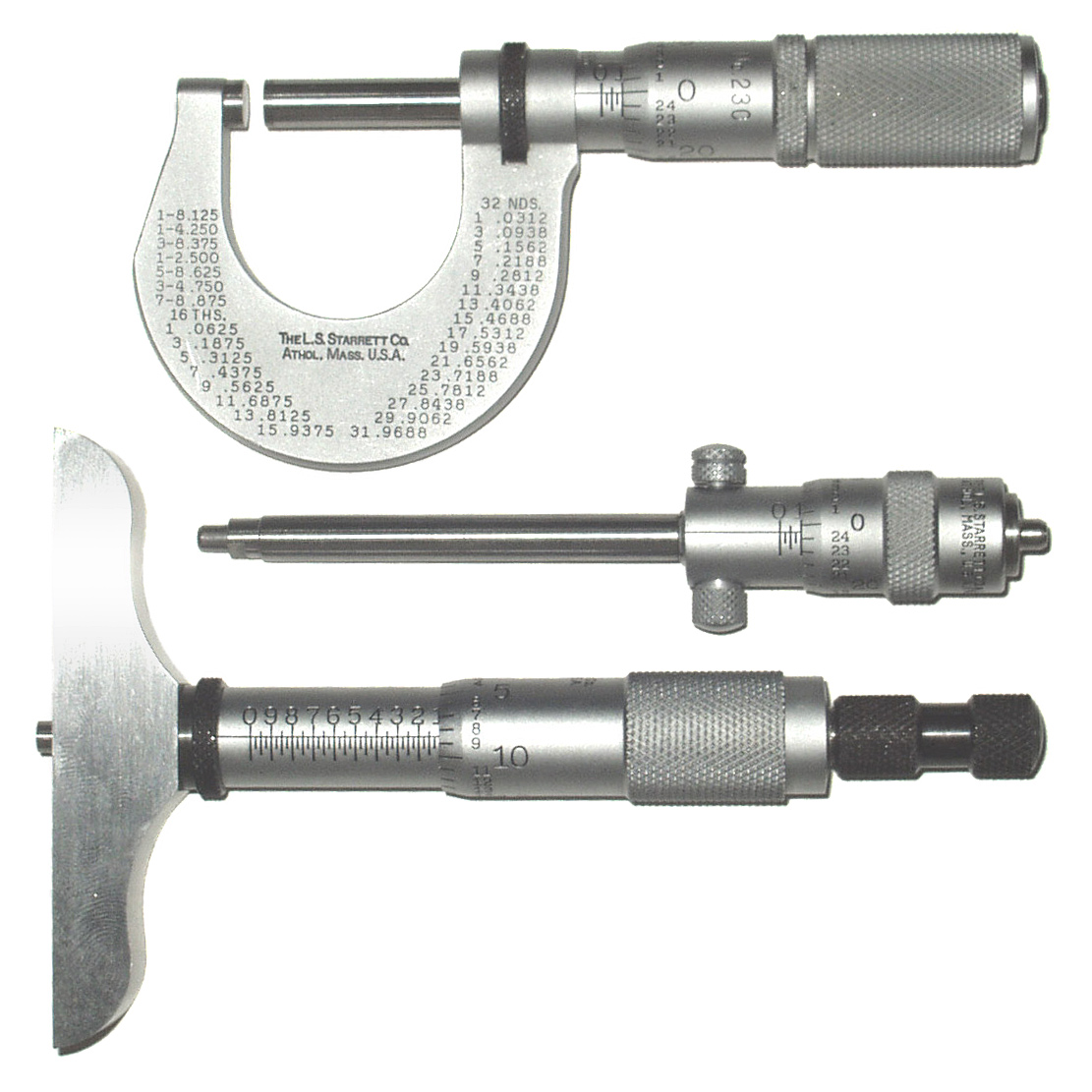

المِسْمَاك المِصْغَرِيّ أو الميكرومتر الفكي (بالإنجليزية البريطانية: Micrometre) (بالإنجليزية الأمريكية: Micrometer) هو أحد أدق أجهزة قياس الأبعاد المتوفر في ورشات التشغيل والمختبرات بحيث أن دقته عادة ما تكون 0.01 مم وقد تصل في بعض الأجهزة قيمة دون ذلك مثل 0.001 مم. زيادة على دقته يتميز جهاز الميكرومتر باستعمالاته المتعددة في قياس الأبعاد وسهولة استخدامه. مبدأ عمل جهاز الميكرومتر مبني على الحركة الدورانية للولب أو القلاووظ.

## مكونات جهاز الميكرومتر العادي
- هيكل الجهاز
- العمود الساند
- عمود القياس
- أسطوانة التدرج الطولي
- جلبة القياس
- المسمار الجاس

يتكون جهاز ميكرومتر القياس الخارجي من جزئين أساسين:
- الجزء الثابت : ويحتوي على إطار أو هيكل الجهاز (Frame) على شكل حرف (U) لحمل بقية مكونات الجهاز الثابتة والمتحركة منها. يسند الإطار كل من العمود الساند (Anvil) وعمود القياس (Spindle - Measuring rod) الذين يستعملان لتثبيت الشغلة المراد قياس أبعادها. كذلك يحمل إطار الجهاز التدرج الرئيسي للقياس أو أسطوانة التدرج الطولي (Sleeve with main scale). يكون التدرج الرئيسي للقياس مدرج بالمليمتر (1 mm) من جهة وب (0.5 mm) من الأسفل.
- الجزء المتحرك : الجزء الأساسي المتحرك هو جلبة القياس (Sleeve) التي إذا قمنا بتحريكها حركة دورا نية عن طريق المسمار الجاس (Ratchet Knob) فيتحرك عمود القياس لتثبيت الشغلة المراد قياسها. عادة ما تكون محيط جلبة القياس مقسم إلى 50 تدرج ويسمح تحريكها دورة كاملة بالتقدم بمقدار 1/2 مم == 0.5 مم. من هنا يمكن استخلاص حساسية الجهاز بأنه قيمة : 0.5/50 = 1/100 == 0.01 مم.
- ميكرومتر = 10 -6 متر.
- ويسمى أحيانا ميكرون

أنغستروم | نانومتر | ميكرومتر | مليمتر | سينتمتر | ديسيمتر | متر | ديكامتر | هيكتومتر | كيلومتر